# Allium longisepalum
Allium longisepalum är en amaryllisväxtart som beskrevs av Antonio Bertoloni. Allium longisepalum ingår i släktet lökar, och familjen amaryllisväxter. Inga underarter finns listade i Catalogue of Life.